# Sarah Chanez
Pour les articles homonymes, voir Chanez.
Sarah Henriette Chanez, née le 15 mars 1914 dans le 20e arrondissement de Paris et morte le 17 janvier 1976 dans le 20e arrondissement de Paris, est une actrice française.

## Filmographie

### Cinéma
- 1971 : La Cavale, film de Michel Mitrani : une détenue
- 1974 : Juliette et Juliette, film de Rémo Forlani
- 1974 : Les Guichets du Louvre, film de Michel Mitrani

### Télévision
- 1973 : La Feuille de Bétel (du roman de Jeanne Cressanges), série télévisée d'Odette Collet : La Mée
- 1973 : Molière pour rire et pour pleurer, série télévisée de Marcel Camus: la marquise du Parc
- 1973 : La Ligne de démarcation - épisode 13 : Rémy (série télévisée) : la mère de Rambaud
- 1976 : Grand-père viking de Claude-Jean Bonnardot : Mlle de Surville

## Théâtre
- 1957 : Le Repoussoir de Rafaël Alberti, mise en scène André Reybaz,   Théâtre de l'Alliance française